# Calle Laraña
La calle Laraña es una céntrica vía comercial de la ciudad de Sevilla. Se encuentra ubicada en el barrio de la  Alfalfa, distrito Casco Antiguo y forma parte del eje de comunicación de la Campana-calle Osario en dirección a la plaza del Duque, y concentra una importante actividad comercial en la ciudad.
Desde finales del siglo XVI fue conocida como calle de la Compañía, por la casa jesuita instalada en ella desde 1557, y a partir del siglo XVIII fue denominada calle de la Universidad, habitado por los mencionados jesuitas desde 1771, y finalmente en 1903 se le otorgó su actual nombre en memoria de Manuel Laraña Fernández (1815-1903), abogado, político y catedrático español.
Dentro de los inmuebles destacados se localiza la iglesia de la Anunciación, obra del siglo XVI y perteneciente a la Compañía de Jesús; el edificio de la Facultad de Bellas Artes, levantado en 1975, el palacio de los marqueses de la Motilla, de estilo toscano, y el Espacio Turina, edificio que albergó desde 1950 el antiguo teatro Álvarez Quintero.